# Русина, Валерия Алексеевна
Валерия Алексеевна Русина (род. 28 сентября 1999 года, Ростов-на-Дону) — российская гимнастка, трёхкратная чемпионка Всемирной летней Универсиады 2019, бронзовый призёр этапа Кубка мира 2019, двукратная чемпионка России 2019, Мастер спорта России международного класса по художественной гимнастике.

## Биография
Родилась 28 сентября 1999 года в Ростове-на-Дону. Окончила лицей № 27 им. А. В. Суворова, а затем — НГУ им. П. Ф. Лесгафта (магистрант кафедры художественной гимнастики).

## Карьера
В 2016 и 2017 годах становилась бронзовым призёром Кубка России в групповых упражнениях.
С 2019 года вошла в состав сборной России по художественной гимнастике. В 2019 году стала призёром этапа Кубка мира в групповых упражнениях.
На международном турнире «Miss Valentine» 2019 в групповых упражнениях завоевала золото (многоборье), золото (мячи).
Чемпионат России 2019 в групповых упражнениях — золото (многоборье), серебро (мячи), золото (обручи и булавы).
13 июля 2019 года завоевала 3 золотых медали в групповых упражнениях на Всемирной Летней Универсиаде в Неаполе.
В 2019 году получила звание «Мастер спорта России международного класса».
Чемпионат России 2020 в групповых упражнениях — серебро (многоборье), серебро (мячи), бронза (обручи и булавы).
В 2020 году стала чемпионкой Кубка России.